# Krzysztof Kasztelan
Krzysztof Kasztelan (ur. 10 sierpnia 1961 w Łodzi) – były polski piłkarz, grający na pozycji napastnika.
Wychowanek Unii Skierniewice, który po przyjściu w 1983 roku do ŁKS-u Łódź przez 3 sezony rozegrał w ekstraklasie 51 spotkań. Grał też w południowokoreańskim Yukong Elephants.
Ojciec Adriana Kasztelana, również zawodnika ŁKS.